# Foraminífer planctònic
Els foraminífers planctònics són aquells foraminífers que viuen a la part superior dels oceans. En canvi els foraminífers bentònics viuen en els sediments del fons del mar.
Quan moren els foraminífers planctònics també van a parar al fons del mar. Els foraminífers planctònics són organismes indicadors dels climes i dels corrents del mar.
Són protists marins heteròtrofs unicel·lulars que tenen una closca externs de calcita. El seu citoplasma intern conté orgànuls que els permeten flotar (Hemleben
et al., 1989). Poden ser des d'omnívors a carnívors i consumeixen fitoplàncton, principalment diatomees i dinoflagel·lats
Les closques (testes) dels foraminífers planctònics fòssils poden tenir centenars de milions d'anys 
Sovint la mida dels foraminífers planctònics fan menys d'un mm i a ull nu semblen un gra de sorra.
Els sediments marins creats per aquests tipus de foraminífers constitueixen prop del 70% del fons del mar en algunes parts dels oceans del món.
Per a fer recerca sobre l'evolució de la vida, la bioestratigrafia, estudis de l'ambient paleològic i de la geoquímica dels isòtops, el seu major avantatge és la seva enorme abundància dins el registre fòssil. De fet és el grup de fòssils més estudiat a tot el món (World Foraminifera Database)